# Louis Florin
Louis Emilius Florin (født 26. december 1887 i København, død 29. september 1912). Den kun 18-årige tjener Florin stiftede sammen  med A.C. Meyer organisationen D.U.I (De Unges Idræt), i dag DUI-LEG og VIRKE, den 10. november 1905 i Folkets Hus på Rømersgade, som i dag huser Arbejdermuseet.
Louis Florin var medlem af Socialdemokratisk Ungdomsforbund (SUF) og leder i Frivilligt Drengeforund (FDF).